# Исчезновение Альфреда Бейльхарца
Альфред Эдвин Бейлхарц — маленький мальчик, пропавший без вести в 1938 году в национальном парке Роки-Маунтин, штат Колорадо.

## Исчезновение и поиски
Альфред был со своей семьей в отпуске, в ходе которого все они отправились в Эстес-Парк на рыбалку. Во время прогулки со своими родителями по тропе, проходящей вдоль ручья, Альфред отстал и вскоре исчез из виду. После того, как семья не смогла найти Альфреда, они вызвали смотрителей парка, которые, полагая, что он, возможно, утонул в ручье, перегородили его и обыскали ручей в поисках его тела, но ничего не нашли. Затем поисковики сосредоточились на поиске в лесу. Были вызваны ищейки, однако данные поиски снова не принесли никакого результата. Поиски были прекращены через десять дней.

## Возможные места обнаружения
Туристы в другой части парка утверждали, что видели маленького мальчика на возвышении под названием Гнездо Дьявола (Devils Nest) на горе Чапин, когда шли по дорожки Олд-Фолл (Old Fall Road). Судя по показаниям, мальчик несколько минут сидел на краю возвышения, прежде чем кто-то отдернул его в сторону. Личность этого человека так и не была установлена. Путешественники связались с представителями парка, которые отправили альпинистов обыскать вершину утеса, но они ничего не нашли. Поисковая группа включала 150 человек и членов Гражданского корпуса охраны окружающей среды. Некоторое время спустя Альфреда якобы видели идущим по дороге с мужчиной в Небраске.

## Последствия
Была проверена повязка, найденная в заброшенной хижине, поскольку у Альфреда была похожая, когда он исчез. Записка о выкупе в размере 500 долларов (что эквивалентно 9625 долларам в 2021 году) была отправлена родителям после того, как Альфред считался пропавшим без вести пять месяцев, однако полиция посчитала это как фальсификация. Отец Альфреда считал, что Альфред был похищен, но все ещё жив.